# Пайтім Касамі
Пайті́м Касамі́ (нім. Pajtim Kasami, нар. 2 червня 1992, Струга) — швейцарський футболіст албанського походження, півзахисник клубу «Сампдорія».

## Клубна кар'єра
Народився 2 червня 1992 року в місті Струга. Вихованець юнацьких команд футбольних клубів «Грассгоппер», «Ліверпуль», «Лаціо» та «Беллінцона».
У дорослому футболі дебютував 2010 року виступами за команду клубу «Беллінцона», в якій провів один сезон, взявши участь лише у 10 матчах чемпіонату.
Своєю грою за цю команду привернув увагу представників тренерського штабу клубу «Палермо», до складу якого приєднався того ж року. Відіграв за клуб зі столиці Сицилії наступний сезон своєї ігрової кар'єри.
До складу клубу «Фулгем» приєднався 2011 року. 2013 року віддавався в оренду до «Люцерна», а влітку 2014 року за 5 мільйонів євро перейшов до грецького «Олімпіакоса».

## Виступи за збірні
2007 року дебютував у складі юнацької збірної Швейцарії, взяв участь у 16 іграх на юнацькому рівні, відзначившись 4 забитими голами.
З 2010 року залучався до складу молодіжної збірної Швейцарії. На молодіжному рівні зіграв у 30 офіційних матчах, забив 6 голів.
2012 року захищав кольори олімпійської збірної Швейцарії. У складі цієї команди провів 4 матчі. У складі збірної — учасник футбольного турніру на Олімпійських іграх 2012 року у Лондоні.
З 2013 року — гравець національної збірної Швейцарії.
| Дата       | Місто        | Господарі      | Результат | Гості                | Турнір            | Голи | Примітки  |
| ---------- | ------------ | -------------- | --------- | -------------------- | ----------------- | ---- | --------- |
| 15-10-2013 | Берн         | Швейцарія      | 1 – 0     | Словенія             | Відбір до ЧС 2014 | -    | 71'       |
| 15-11-2013 | Сеул         | Південна Корея | 2 – 1     | Швейцарія            | товариський матч  | 1    | 71'       |
| 9-10-2014  | Марибор      | Словенія       | 1 – 0     | Швейцарія            | Відбір до ЧЄ 2016 | -    | 82'       |
| 14-10-2014 | Серравалле   | Сан-Марино     | 0 – 4     | Швейцарія            | Відбір до ЧЄ 2016 | -    | 72'       |
| 18-11-2014 | Вроцлав      | Польща         | 2 – 2     | Швейцарія            | товариський матч  | -    | 68'       |
| 31-3-2015  | Цюрих        | Швейцарія      | 1 – 1     | США                  | товариський матч  | -    | 46'       |
| 10-6-2015  | Тун          | Швейцарія      | 3 – 0     | Ліхтенштейн          | товариський матч  | -    |           |
| 9-10-2015  | Санкт-Галлен | Швейцарія      | 7 – 0     | Сан-Марино           | Відбір до ЧЄ 2016 | 1    |           |
| 12-10-2015 | Таллінн      | Естонія        | 0 – 1     | Швейцарія            | Відбір до ЧЄ 2016 | -    | 80'       |
| 13-11-2015 | Трнава       | Словаччина     | 3 – 2     | Швейцарія            | товариський матч  | -    | 58' 90+4' |
| 25-3-2016  | Дублін       | Ірландія       | 1 – 0     | Швейцарія            | товариський матч  | -    | 71'       |
| 29-3-2016  | Цюрих        | Швейцарія      | 0 – 2     | Боснія і Герцеговина | товариський матч  | -    | 72'       |
| Усього     |              | Матчів         | 12        |                      | Голів             | 2    |           |

## Титули і досягнення
- Чемпіон Греції (2):

«Олімпіакос»: 2014-15, 2015-16
- Володар Кубка Греції (1):

«Олімпіакос»: 2014-15
- Чемпіон світу серед 17-річних (1):

Швейцарія: 2009